# Derartu Tulu
Derartu Tulu (ደራርቱ ቱሉ; Bekoji, 21 marzo 1972) è un'ex mezzofondista e maratoneta etiope.

## Biografia
In carriera è stata campionessa olimpica dei 10000 metri piani in due occasioni, a Barcellona 1992 e Sydney 2000. Con la vittoria nei 10000 m piani femminili ai Giochi olimpici di Barcellona 1992 è stata la prima atleta africana nera a vincere un oro olimpico.
Proviene dallo stesso villaggio di Kenenisa Bekele, pluricampione olimpico e mondiale di atletica leggera, ed è cugina delle sorelle Dibaba (Ejegayehu, Tirunesh e Genzebe).

## Progressione

### 10000 metri piani
| Stagione | Tempo    | Luogo       | Data      | Rank. Mond. |
| -------- | -------- | ----------- | --------- | ----------- |
| 2004     | 30'26"42 | Atene       | 27-8-2004 | 4ª          |
| 2001     | 31'48"19 | Brisbane    | 7-9-2001  | 19ª         |
| 2000     | 30'17"49 | Sydney      | 30-9-2000 | 1ª          |
| 1997     | 33'25"99 | Atene       | 2-8-1997  | 140ª        |
| 1996     | 31'10"46 | Atlanta     | 2-8-1996  | 5ª          |
| 1995     | 31'08"10 | Göteborg    | 9-8-1995  | 2ª          |
| 1994     | 31'48"93 | Saint-Denis | 10-6-1994 | 14ª         |
| 1992     | 31'06"02 | Barcellona  | 7-8-1992  | 1ª          |
| 1991     | 31'45"95 | Tokyo       | 27-8-1991 | 10ª         |
| 1990     | 32'56"26 | Plovdiv     | 10-8-1990 | 27ª         |

## Palmarès
| Anno | Manifestazione             | Sede             | Evento         | Risultato | Prestazione | Note                                     |
| ---- | -------------------------- | ---------------- | -------------- | --------- | ----------- | ---------------------------------------- |
| 1989 | Mondiali di cross          | Stavanger        | Corsa seniores | 23ª       | 23'29"      |                                          |
| 1990 | Mondiali di cross          | Aix-les-Bains    | Corsa seniores | 15ª       | 19'53"      |                                          |
| 1990 | Mondiali juniores          | Plovdiv          | 10000 m piani  | Oro       | 32'56"26    | Miglior prestazione personale            |
| 1990 | Campionati africani        | Il Cairo         | 3000 m piani   | Oro       | 9'11"21     |                                          |
| 1990 | Campionati africani        | Il Cairo         | 10000 m piani  | Oro       | 33'37"82    |                                          |
| 1991 | Mondiali di cross          | Anversa          | Corsa seniores | Argento   | 20'27"      |                                          |
| 1991 | Giochi panafricani         | Il Cairo         | 10000 m piani  | Oro       | 33'40"37    |                                          |
| 1991 | Mondiali                   | Tokyo            | 3000 m piani   | Batteria  | 9'01"04     |                                          |
| 1991 | Mondiali                   | Tokyo            | 10000 m piani  | 8ª        | 32'16"55    |                                          |
| 1992 | Mondiali di cross          | Boston           | Corsa seniores | dnf       | dnf         |                                          |
| 1992 | Campionati africani        | Belle Vue Maurel | 3000 m piani   | Oro       | 9'01"12     |                                          |
| 1992 | Campionati africani        | Belle Vue Maurel | 10000 m piani  | Oro       | 31'32"25    |                                          |
| 1992 | Giochi olimpici            | Barcellona       | 10000 m piani  | Oro       | 31'06"02    | Miglior prestazione personale            |
| 1995 | Mondiali di cross          | Durham           | Corsa seniores | Oro       | 20'21"      |                                          |
| 1995 | Mondiali                   | Göteborg         | 10000 m piani  | Argento   | 31'08"10    | Miglior prestazione personale stagionale |
| 1996 | Giochi olimpici            | Atlanta          | 10000 m piani  | 4ª        | 31'10"46    |                                          |
| 1997 | Mondiali di cross          | Torino           | Corsa seniores | Oro       | 20'53"      |                                          |
| 1997 | Mondiali                   | Atene            | 10000 m piani  | Batteria  | 33'25"99    |                                          |
| 1999 | Mondiali di mezza maratona | Palermo          | Individuale    | 14ª       | 1h11'33"    |                                          |
| 1999 | Mondiali di mezza maratona | Palermo          | A squadre      | 7ª        | 3h40'38"    |                                          |
| 2000 | Mondiali di cross          | Vilamoura        | Corsa lunga    | Oro       | 25'42"      |                                          |
| 2000 | Giochi olimpici            | Sydney           | 10000 m piani  | Oro       | 30'17"49    | Record olimpico                          |
| 2001 | Mondiali                   | Edmonton         | 10000 m piani  | Oro       | 31'48"81    |                                          |
| 2003 | Mondiali                   | Saint-Denis      | 10000 m piani  | Finale    | dnf         |                                          |
| 2004 | Mondiali di cross          | Bruxelles        | Corsa lunga    | 16ª       | 28'39"      |                                          |
| 2004 | Giochi olimpici            | Atene            | 10000 m piani  | Bronzo    | 30'26"42    | Miglior prestazione personale stagionale |
| 2005 | Mondiali                   | Helsinki         | Maratona       | 4ª        | 2h23'30"    | Miglior prestazione personale            |
| 2005 | Mondiali di mezza maratona | Edmonton         | Individuale    | 15ª       | 1h12'12"    |                                          |
| 2005 | Mondiali di mezza maratona | Edmonton         | A squadre      | 4ª        | 3h36'04"    |                                          |

## Campionati nazionali
2004
- Oro ai campionati etiopi, 10000 m piani - 33'02"5

## Altre competizioni internazionali
1992
- Oro in Coppa del mondo ( L'Avana), 3000 m piani - 9'05"89
- Oro in Coppa del mondo ( L'Avana), 10000 m piani - 33'38"97

1994
- Oro alla Corrida Internacional de São Silvestre ( San Paolo), 15 km - 51'17"
- Oro al Cross Internacional Valle de Llodio ( Llodio) - 14'08"

2000
- Argento alla Mezza maratona di Lisbona ( Lisbona) - 1h08'04"

2001
- Oro alla Maratona di Londra ( Londra) - 2h23'57"
- Oro alla Maratona di Tokyo ( Tokyo) - 2h25'08"
- Bronzo alla Mezza maratona di Lisbona ( Lisbona) - 1h07'03"

2002
- 9ª alla Maratona di Londra ( Londra) - 2h28'37"
- Argento alla Mezza maratona di Lisbona ( Lisbona) - 1h11'36"

2003
- Argento alla World Athletics Final ( Monaco), 5000 m piani - 14'56"93
- 10ª alla Maratona di Londra ( Londra) - 2h26'33"
- Oro alla Mezza maratona di Lisbona ( Lisbona) - 1h09'20"

2004
- 8ª alla Maratona di Chicago ( Chicago) - 2h30'21"

2005
- Bronzo alla Maratona di New York ( New York) - 2h25'21"
- Oro alla Great South Run ( Portsmouth), 10 miglia - 51'27"
- 5ª alla Great Manchester Run ( Manchester) - 32'53"

2008
- Argento alla Maratona di Madrid ( Madrid) - 2h36'32"
- 7ª alla Great Manchester Run ( Manchester) - 32'56"

2009
- Oro alla Maratona di New York ( New York) - 2h28'52"

2010
- 13ª alla Maratona di New York ( New York) - 2h32'46"
- 6ª alla Great Manchester Run ( Manchester) - 32'53"